# Dolní Bousov
Dolní Bousov település Csehországban, a Mladá Boleslav-i járásban. Dolní Bousov Domousnice, Dlouhá Lhota, Sobotka, Libošovice, Markvartice, Osek, Zelenecká Lhota, Petkovy, Obruby, Veselice, Řitonice, Rohatsko, Přepeře, Obrubce és Dobšín településekkel határos. Lakosainak száma 2973 fő (2024. január 1.).

## Népesség
A település lakosságának változását az alábbi diagram mutatja:
| Lakosok száma | 3167 | 3121 | 3099 | 2374 | 2368 | 2291 | 2670 | 2761 | 2814 | 2973 |
|               | 1869 | 1890 | 1921 | 1950 | 1980 | 2001 | 2017 | 2019 | 2022 | 2024 |